# Firminy
Firminy är en industristad och kommun i departementet Loire i regionen Auvergne-Rhône-Alpes i centrala Frankrike. Den finns omnämnd som ortnamn sedan 900-talet. År 2022 hade kommunen 17 128 invånare. Staden präglas av två historiska kyrkor från 1100- respektive 1500-talet. Dessutom finns en stadsdel, Firminy Vert, vilken till stora delar fick sin utformning av arktitekten Le Corbusier under 1960-talet. En byggnad i denna stadsdel är Saint-Pierre.
Viktiga näringar för staden är gruvhantering för järn och kol, vilken har bedrivits sedan medeltiden, liksom ulltillverkning och stålframställning.

## Befolkningsutveckling
Antalet invånare i kommunen Firminy
| Referens: INSEE |